# Arnaldo dos Reis Araújo

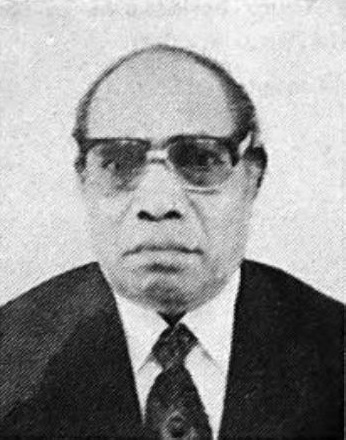
Arnaldo dos Reis Araújo (1982)

Arnaldo dos Reis Araújo (* 14. Mai 1913 in Ainaro, Portugiesisch-Timor; † 24. Januar 1988 in Dili, Osttimor) war ein Politiker in Osttimor und Mitglied der Partei APODETI. Sie war am 27. Mai 1974 mit Unterstützung von Indonesien gegründet worden, um den Anschluss der Kolonie Portugiesisch-Timors an das Nachbarland zu betreiben.

## Werdegang

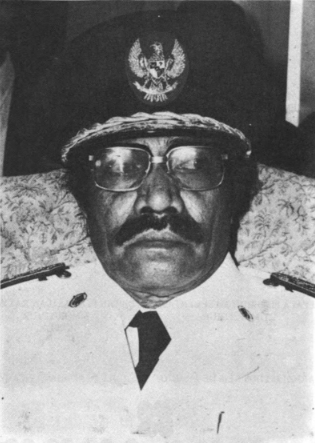
Araújo als Gouverneur von Timor Timur (1976)

Von Februar 1946 bis nach einigen Quellen zum 25. April 1974 verbrachte Araújo eine Haftstrafe, weil er mit den Japanern während der Besatzung zwischen 1942 und 1945 kollaboriert hatte. Andere Quellen geben an, Araújo sei Führer der timoresischen Colunas Negras (die schwarzen Säulen) gewesen, die auf Seiten der Japaner gegen alliierte Soldaten kämpften und dabei auch Timoresen und Portugiesen töteten. Außerdem soll er in dieser Zeit ein catequista gewesen sein, ein religiöser Lehrer. Nach neun Jahren Exil auf Atauro, sei er als Lehrer nach Dili zurückgekehrt und besaß später eine große Rinderherde in Zumalai an der Südküste der Insel. José Ramos-Horta gibt in seinem Buch an, dass Araújo der einzige Timorese gewesen sei, der für Kriegsverbrechen im Zweiten Weltkrieg eine Haftstrafe bekam.
Nach seiner Entlassung aus dem Gefängnis wurde Araújo Präsident der neu gegründeten Partei APODETI. Chefstratege war allerdings ihr Generalsekretär José Fernando Osório Soares, der vorher bei der ASDT war.
Im August 1975 versuchte die UDT mit einem Putsch in der Kolonie Portugiesisch-Timor die Macht zu übernehmen. Die linksorientierte FRETILIN konnte sich aber im kurzen Bürgerkrieg durchsetzen und die Kontrolle übernehmen. Aufgrund der indonesischen Bedrohung rief die FRETILIN am 28. November 1975 einseitig die Unabhängigkeit von Portugal aus.
Am 7. Dezember 1975 begann Indonesien mit einer groß angelegten Invasion Osttimors. Am selben Tag wurde Araújo von indonesischen Soldaten aus einem FRETILIN-Gefängnis in der Hauptstadt Dili befreit. Am Tag darauf hielt er im westtimoresischen Kupang eine Radioansprache an die Osttimoresen. Am 17. Dezember wurde Araújo Präsident der Provisorischen Regierung Osttimor (PGET), einer Marionettenregierung unter indonesischer Führung aus APODETI- und UDT-Mitgliedern. Dieses Amt hatte Araújo bis zum 17. Juli 1976 inne, als Osttimor offiziell von Indonesien als die 27. Provinz Timor Timur eingegliedert wurde. Am 4. August wurde Araújo zum Gouverneur von Timor Timur ernannt. Er verlor aber bereits 1978 seinen Posten, nachdem er öffentlich Indonesien kritisiert hatte. Sein Nachfolger wurde Guilherme Gonçalves.
Später lebte Araújo eine Zeit lang in Jakarta.

## Sonstiges
Die Tochter von Araújo heiratete Domingos Soares, der 1997 gegen José Abílio Osório Soares als Kandidat für den Gouverneursposten von Timor Timur unterlag. 1999 fungierte Domingos Soares als Chef einer Dachorganisation mehrerer pro-indonesischer Milizen.
Der spätere Milizionär Câncio de Carvalho lebte in seiner Jugend eine Zeit lang bei Araújos Familie in Jakarta.